# Trichophora rimacensis
Trichophora rimacensis là một loài ruồi trong họ Tachinidae.